# جزيرة ذو حراب (ميدي)

تعديل مصدري - تعديل

جزيرة ذو حراب هي إحدى جزر مديرية ميدي التابعة لمحافظة حجة، بلغ تعداد سكانها 90 نسمة حسب تعداد اليمن لعام 2004.